# El devorador
El Devorador (Eater) es el quinto episodio de la única temporada de la serie de televisión Fear Itself. Dirigido por Stuart Gordon y escrita por Richard Chizmar y Johnathon Schaech. 

## Trama
Trata sobre una policía novata fanática de las películas de terror (Elisabeth Moss) que deberá pasar una noche en la comisaría vigilando a un criminal caníbal apodado "El Devorador" (Stephen R. Hart), aunque no será tan fácil debido a que "El Devorador" planea hacer de ella su siguiente "cena".

## Elenco
- Elisabeth Moss como Danny Bannerman
- Russell Hornsby como Sargento Williams
- Stephen Lee como Marty Steinwitz
- Stephen R. Hart como Duane "Devorador" Mellor
- Pablo Schreiber como Mattingley
- Joe Desmond
- Franco Imbrogno
- Andrew Krivanek
- Kieran Martin Murphy
- Troy O'Donnell
- Marie Zydek como Mujer Torturada

- Datos: Q5331265